# Cupido phileros
Cupido phileros är en fjärilsart som beskrevs av Jean Baptiste Boisduval 1869. Cupido phileros ingår i släktet Cupido och familjen juvelvingar. Inga underarter finns listade i Catalogue of Life.